# Daikanbergets naturreservat
Daikanbergets naturreservat är ett naturreservat i Storumans kommun i Västerbottens län.
Området är naturskyddat sedan 2023 och är 784 kvadratkilometer stort. Reservatet ligger nordväst om tätorten Storuman och omfattar berget Daikanbergets topp och dess östra sluttningar. Det består av gammal granskog.